# Empusa romboidea
Empusa romboidea är en bönsyrseart som beskrevs av Aare Lindt 1976. Empusa romboidea ingår i släktet Empusa och familjen Empusidae.

## Underarter
Arten delas in i följande underarter:
- E. r. nana
- E. r. romboidea